# Nothofagus pumilio
Nothofagus pumilio är en tvåhjärtbladig växtart som först beskrevs av Eduard Friedrich Poeppig och Stephan Ladislaus Endlicher, och fick sitt nu gällande namn av Fridolin Krasser. Nothofagus pumilio ingår i släktet Nothofagus och familjen Nothofagaceae. Inga underarter finns listade i Catalogue of Life.

## Bildgalleri

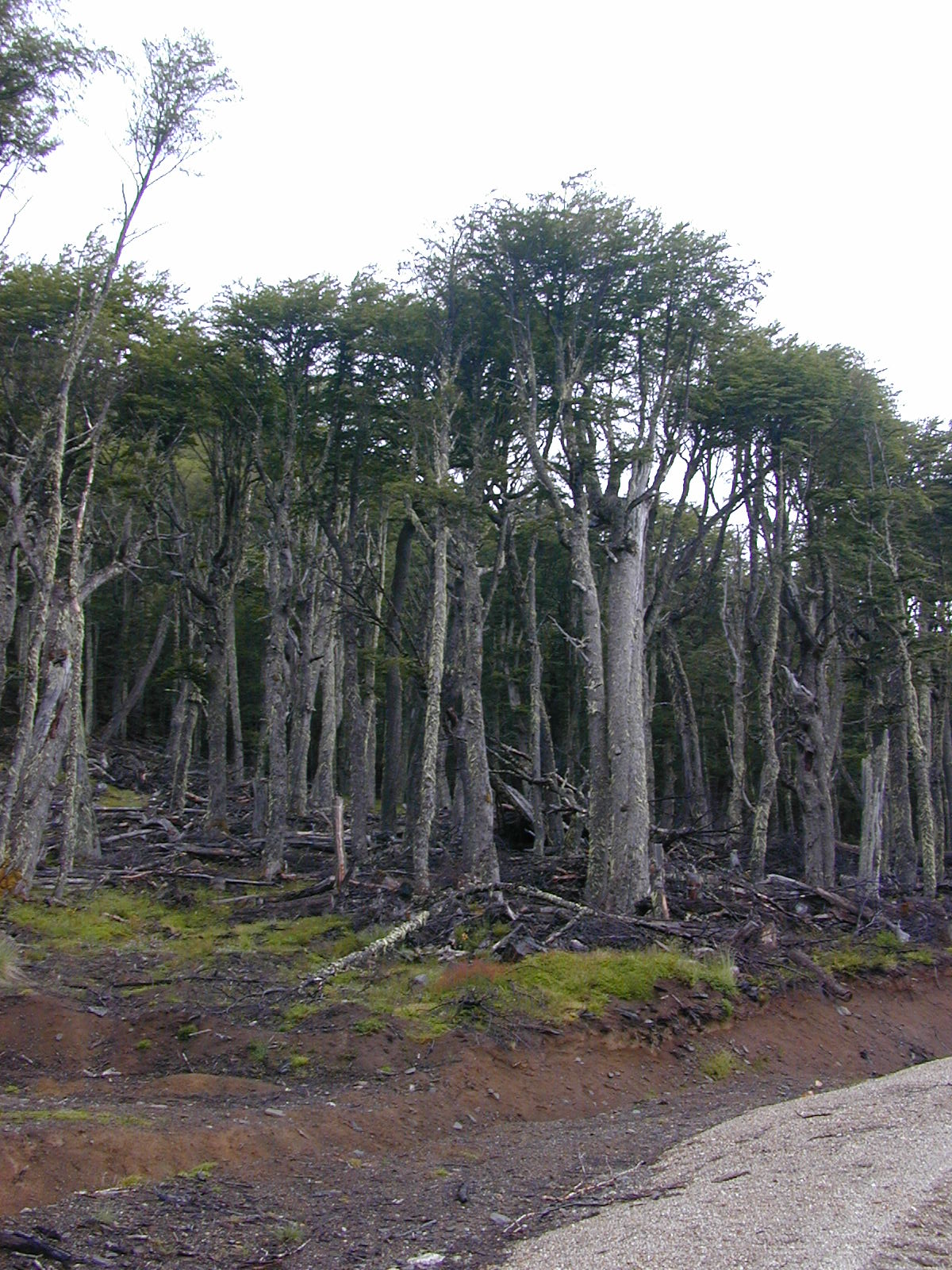
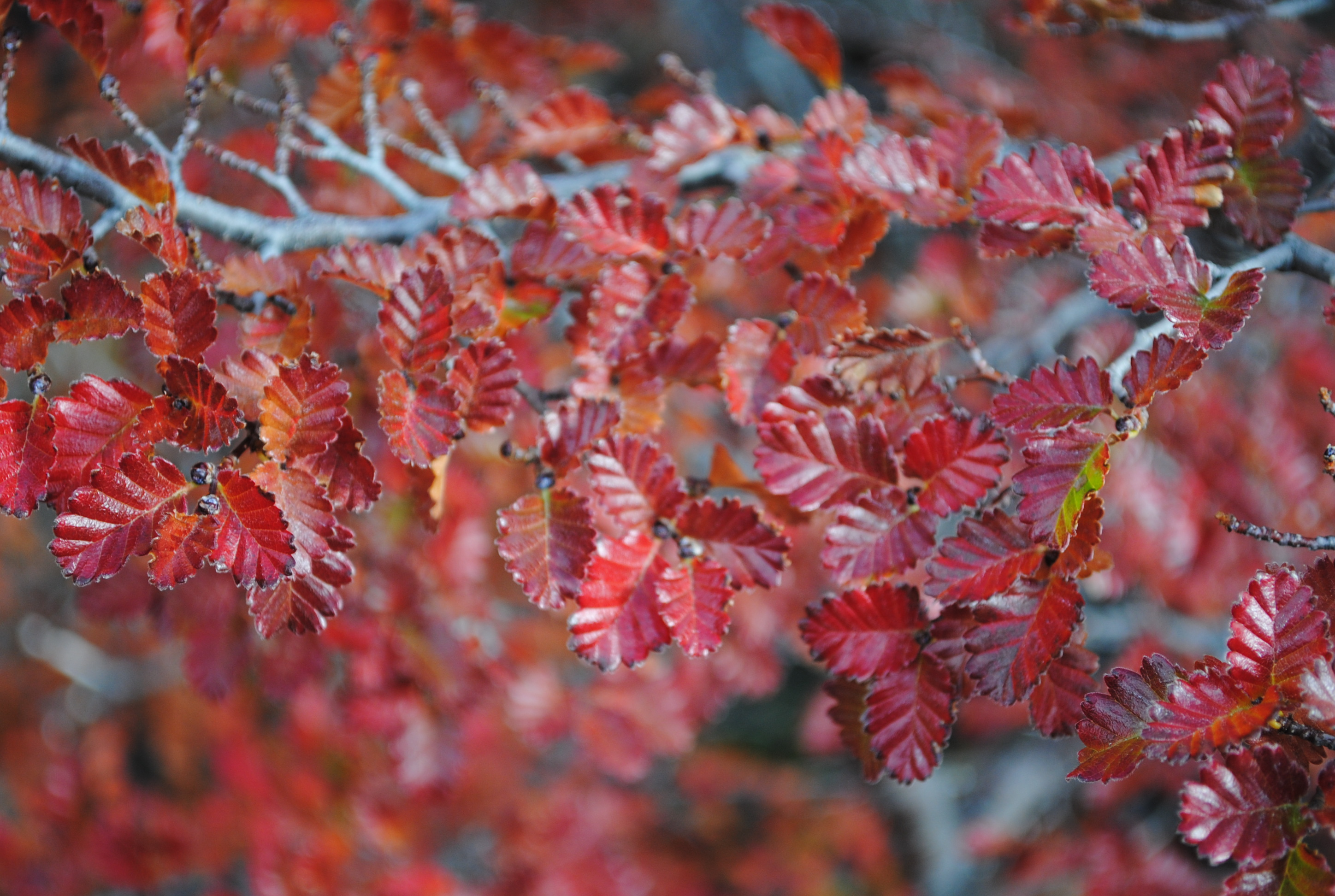
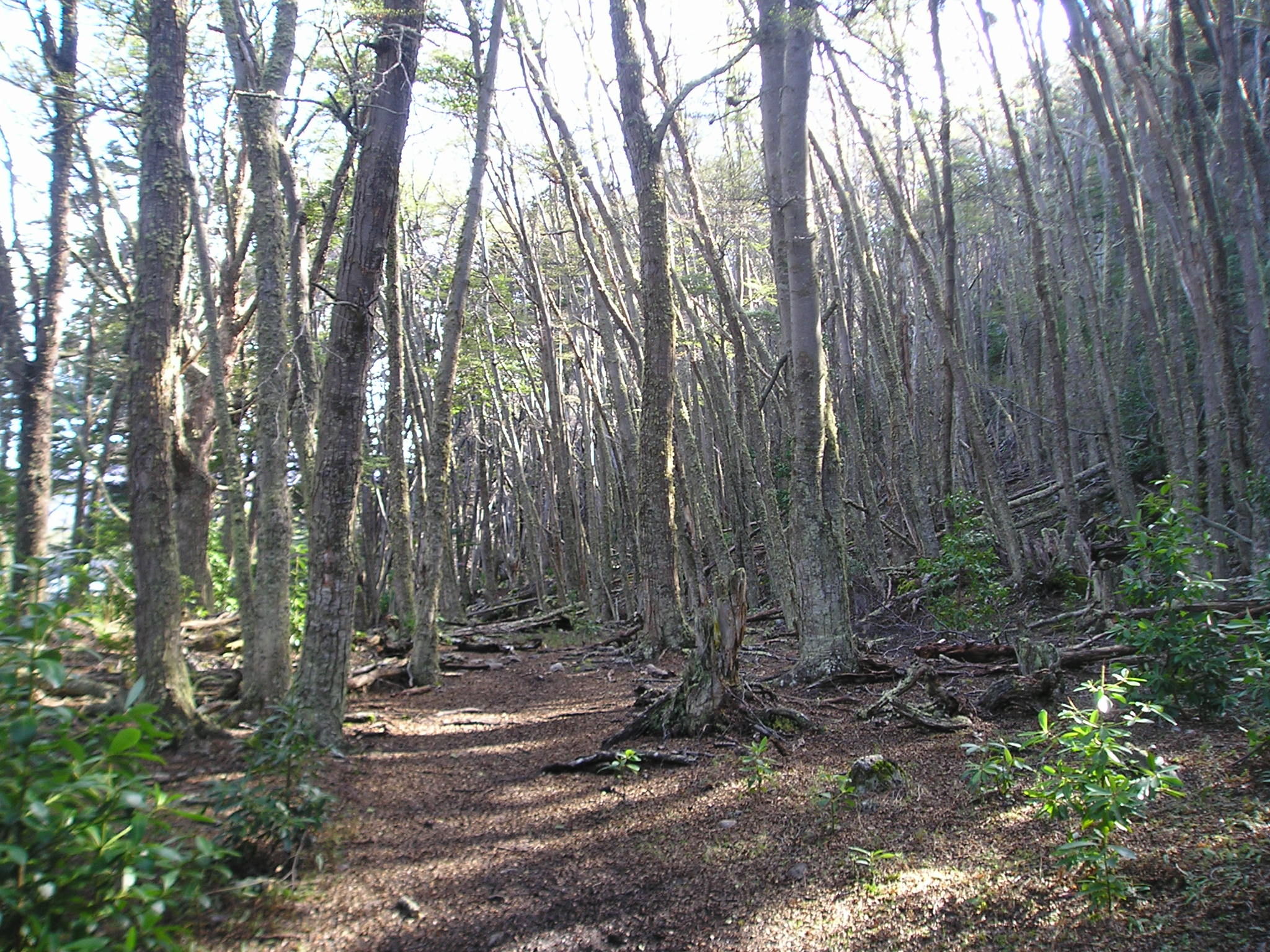
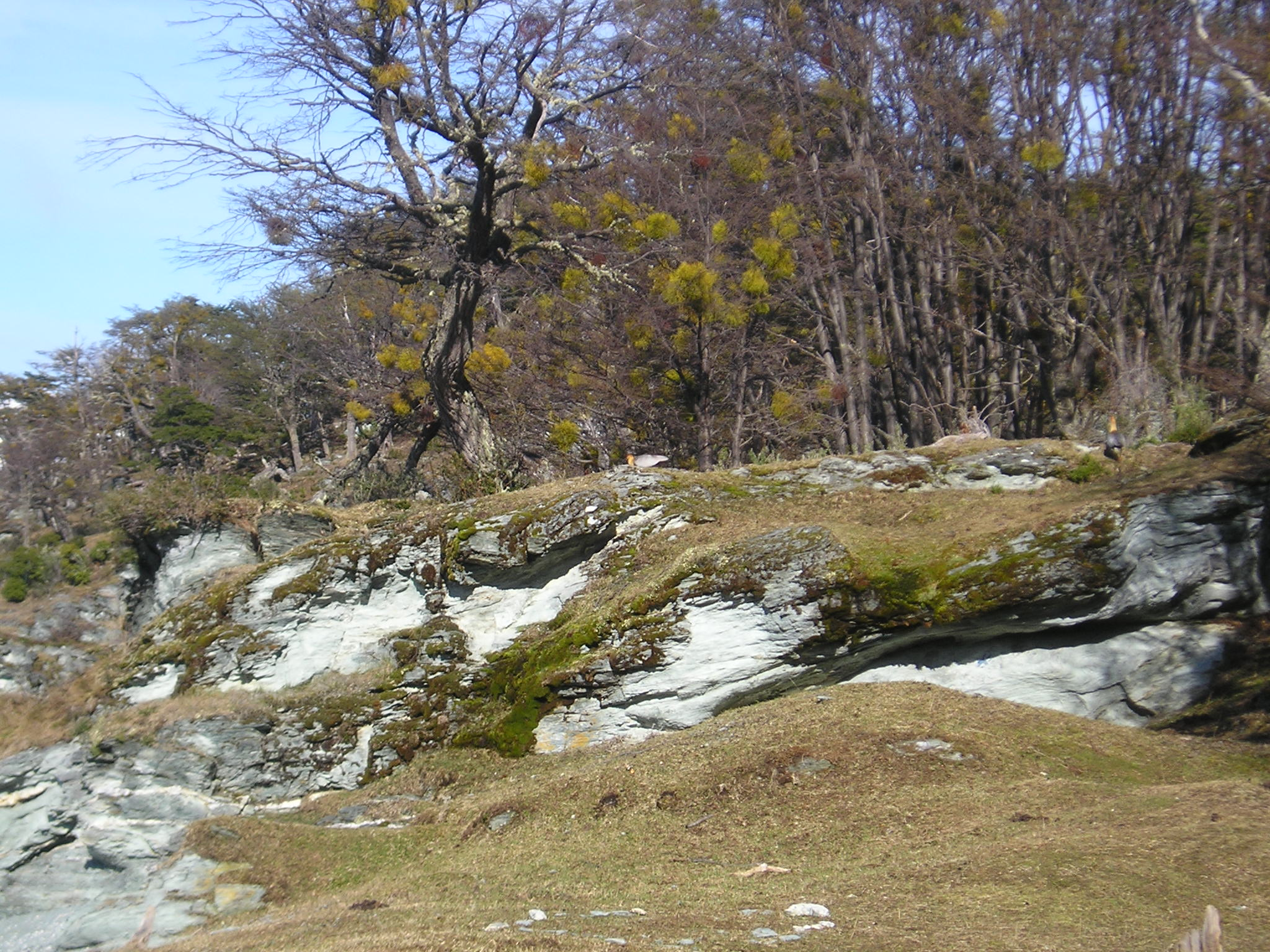
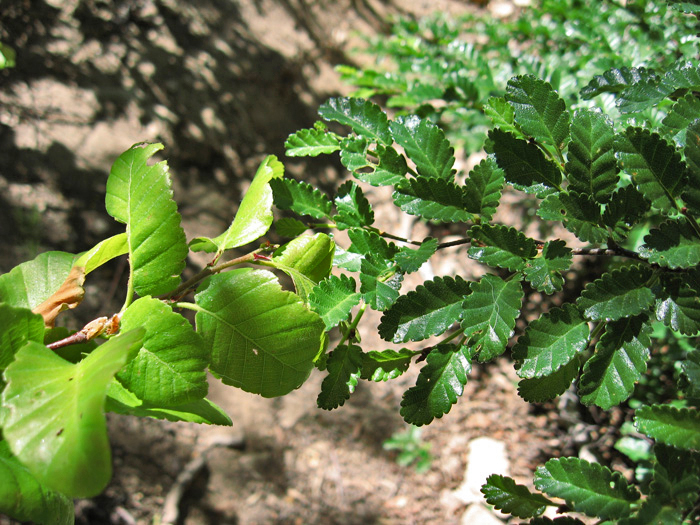
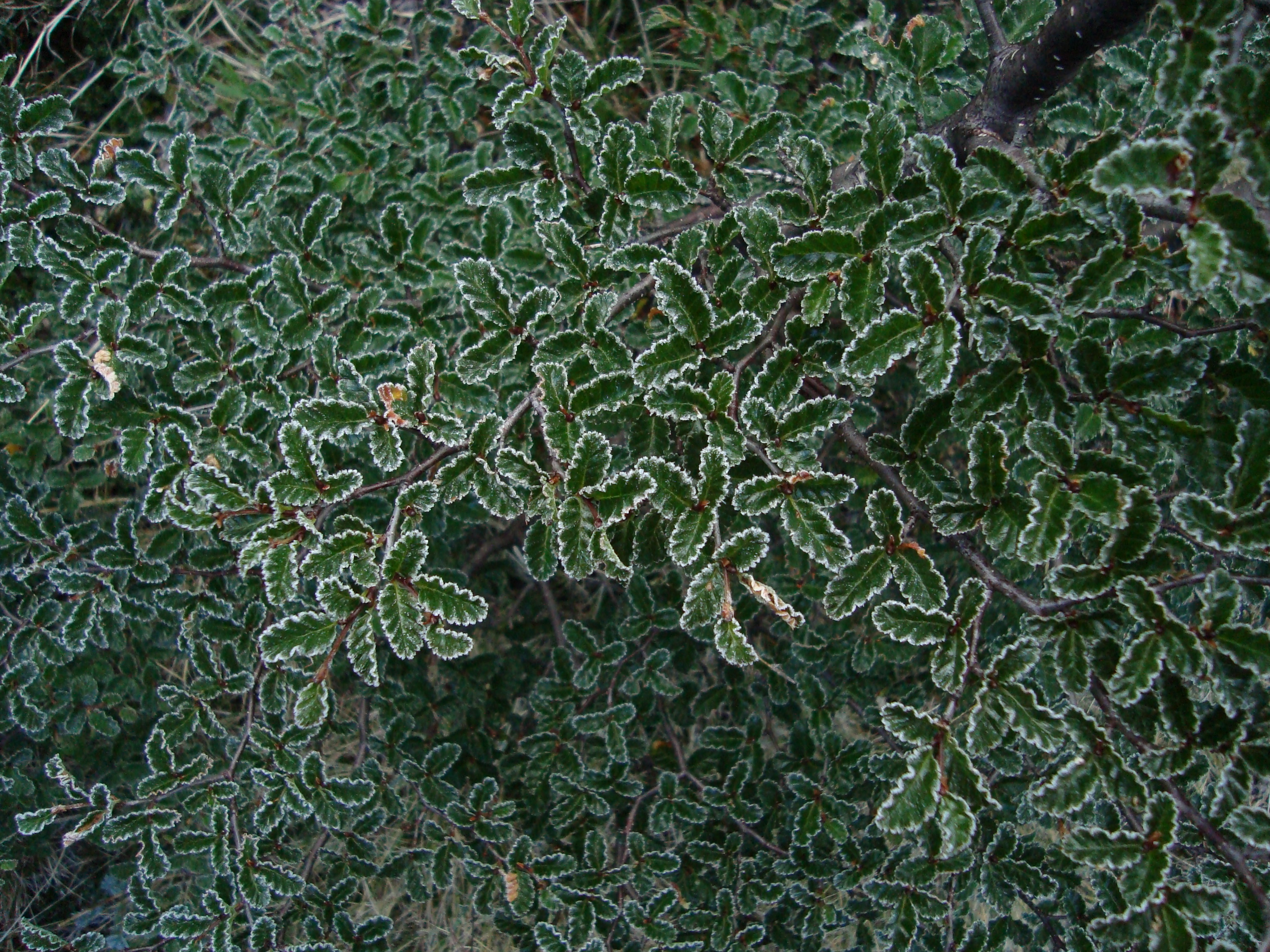